# Замврий
Замврий (ивр. זִמְרִי‎ Зимри́) — 5-й царь Израиля, правивший 7 дней (3Цар. 16:15). Происхождение Замврия неизвестно. Тем не менее, он дослужился до поста военачальника, командующего половиной колесниц царя Илы. Однажды, когда царь гостил в доме управляющего дворцом, Замврий вошёл в комнату и убил Илу. Затем Замврий объявил себя царём и, чтобы укрепить свою власть, истребил всех потомков Ваасы, отца Илы. Библия трактует эту резню как Божью кару за нечестивую и безбожную жизнь, которую вёл Вааса.
Однако удержаться на престоле Замврий не смог. Когда весть о смерти царя достигла войска, осаждавшего город Гавафон, солдаты объявили царём своего военачальника Амврия. Амврий вместе с войском подошёл к израильской столице, городу Тирце (Фирце), и после осады взял её штурмом. Замврий, видя, что осаждавшие уже в городе, поджёг царский дворец и погиб в огне.
Описание правления Замврия находится в третьей книге Царств (16:9—20).